# 2016 en Finlande
Chronologie de la Finlande
- 2012
- 2013
- 2014
- 2015
- 2016
- 2017
- 2018
- 2019
- 2020

Cette page concerne les évènements survenus en 2016 en Finlande :

## Événements
- Janvier 2016 : quatre paires de communes ont été fusionnées Hämeenkoski avec Hollola, Jalasjärvi avec Kurikka, Köyliö avec Säkylä et Nastola avec Lahti.
- Février : la première opération de transfert de visage dans les pays nordiques a été réalisée à Helsinki
- 27 février : la Finlande est l'un des quarante-deux pays participants du Concours Eurovision de la chanson 2016, qui se déroule à Stockholm en Suède. Le pays est représenté par la chanteuse Sandhja et sa chanson Sing It Away, sélectionnées lors de l'Uuden Musiikin Kilpailu. Le pays termine 15e en demi-finale avec 51 points, ne se qualifiant pas pour la finale.
- Mars : l'église de Ylivieska est détruite par le feu.
- Juin : trois partis politiques ont élu de nouveaux présidents : Petteri Orpo pour le Parti de la coalition nationale, Li Andersson pour l'Alliance de gauche (Finlande), Anna-Maja Henriksson pour le Parti populaire suédois de Finlande.

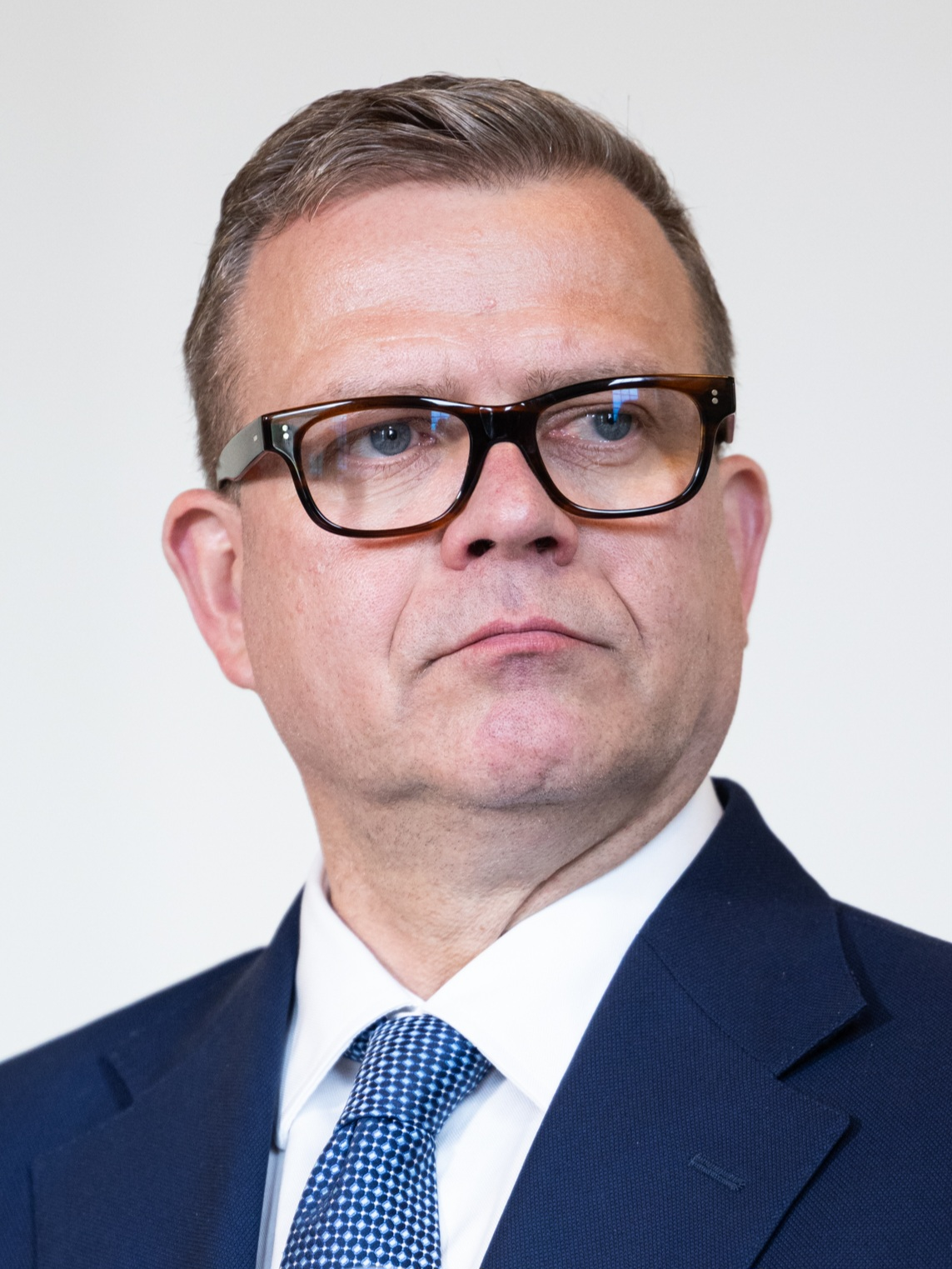
Petteri Orpo.
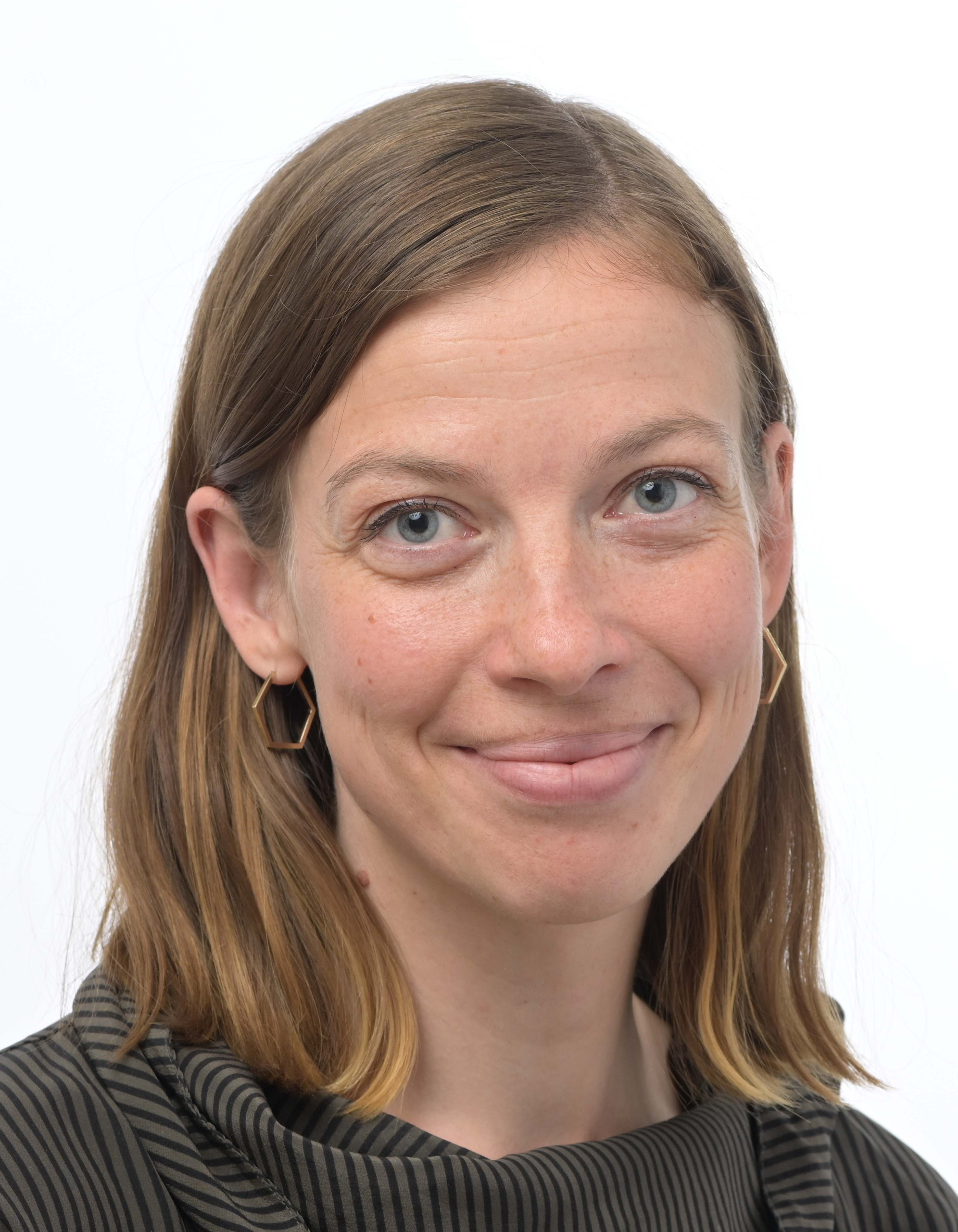
Li Andersson.
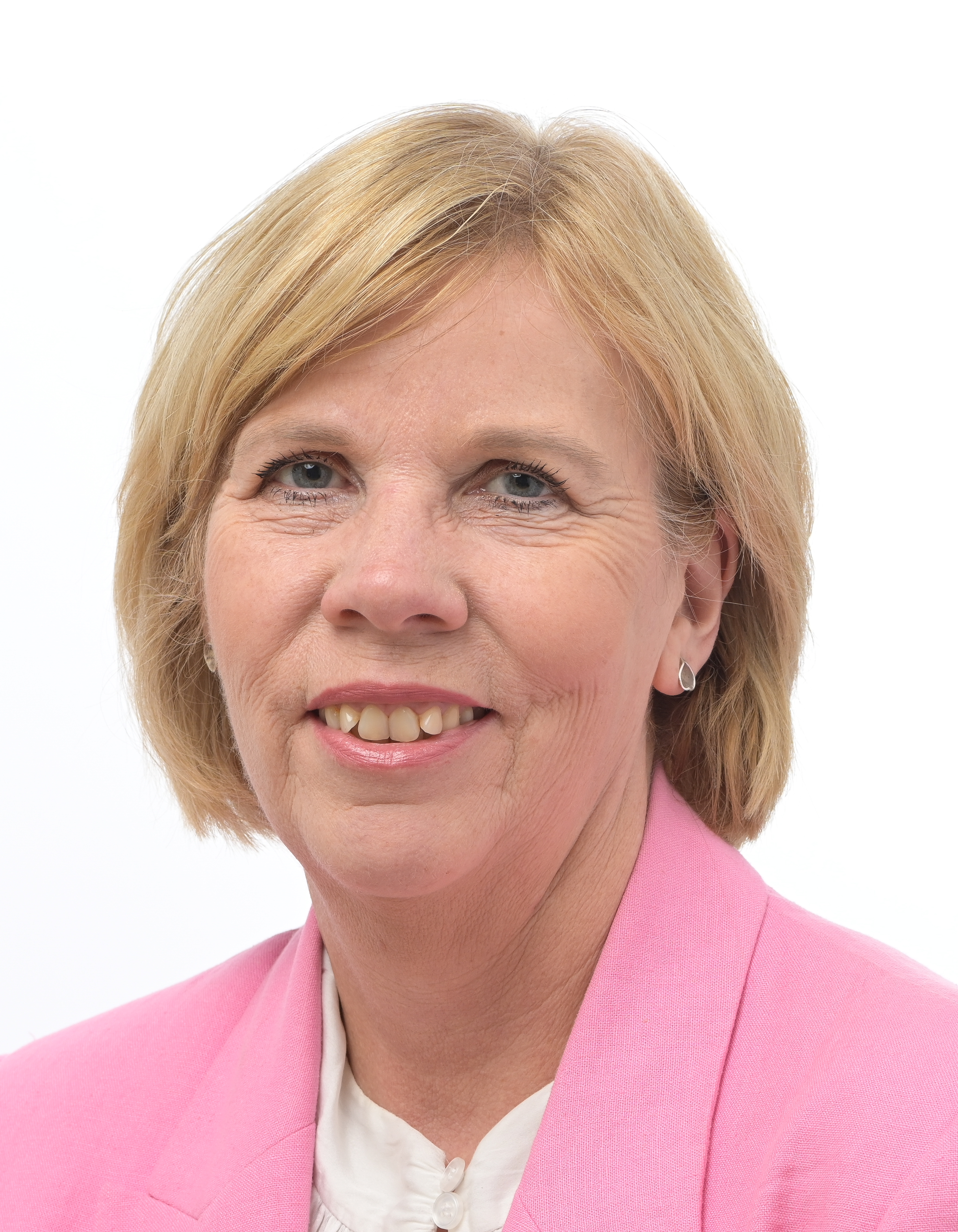
Anna-Maja Henriksson.

- 10 septembre : lors d'une manifestation près de la gare centrale d'Helsinki, un militant d'extrême droite, Asema-aukio, a violemment attaqué un passant, entraînant la mort de la victime quelques jours plus tard[1].
- 3 et 4 décembre : fusillade d'Imatra survenue lorsque Jori Juhani Lasonen, une résidente d'Imatra âgée de 23 ans, a abattu trois personnes dans le centre-ville.
- 16 décembre : 
  - Un incendie se déclare vers 10h00 à la mine de nickel Terrafame à Sotkamo. L'incendie s'est déclaré dans le générateur de Sulfure d'hydrogène de la mine[2].
  - Un pygargue à queue blanche est découvert mort à Rauma, Satakunta. La cause du décès a été définie plus tard comme étant le virus H5N8. Il s'agit du premier cas confirmé de grippe aviaire en Finlande continentale[3],[4].
- 25 décembre : dix mille foyers du Sud-Ouest de la Finlande sont privés d'électricité pendant une heure après une panne au centre de l'opérateur de réseau Fingrid dans la ville de Uusikaupunki[5].
- 29 décembre :
  - Le président Sauli Niinistö nomme Mika Lintilä, un député du Parti du centre, au poste de ministre des Affaires économiques[6].
  - Le tribunal de district d'Helsinki a prononcé une peine de dix ans de prison ferme contre Jari Aarnio, ancien chef de l'unité de lutte contre la drogue à Helsinki[7].

## Sport
- Championnat d'Europe masculin de basket-ball des moins de 20 ans 2016
- Championnat de Finlande de football 2016
- Championnat de Finlande de hockey sur glace 2015-2016
- Championnat du monde junior de hockey sur glace 2016
- Finlande aux Jeux olympiques d'été de 2016
- Rallye de Finlande 2016

## Culture

### Sortie de film
- Angry Birds, le film
- Jättiläinen.
- Lake Bodom
- Olli Mäki (film)
- Radio Dolores
- Tyttö nimeltä Varpu